# Dave Pascal
David « Dave » Pascal (né le 16 août 1918 à Manhattan et mort le 3 mars 2003 à New York) est un dessinateur de presse et illustrateur américain, qui a notamment collaboré au New Yorker et a produit plusieurs ouvrages de vulgarisation sur le dessin d'humour et la bande dessinée.

## Biographie
Correspondant étranger de la National Cartoonists Society, il fut présent dans le comité d'organisation ou le jury de plusieurs festivals de bande dessinée européens (Lucques, Angoulême, etc.).

## Prix
- 1969 : Prix de la publicité ou de l'illustration de la National Cartoonists Society (NCS)
- 1972 :  Prix de la critique du festival de Lucques pour Comics (avec Walter Herdeg)
- 1973 : Té d'argent de la NCS
- 1978 : Prix du comic book humoristique de la NCS